# The Thicket
The Thicket is een plaats in de Canadese provincie Newfoundland en Labrador. Het gehucht ligt in het zuidoosten van het eiland Newfoundland en maakt deel uit van de gemeente Harbour Grace.

## Toponymie
De officiële naam van de plaats is The Thicket, al wordt er soms ook kortweg naar verwezen als Thicket. Het Engelse woord "thicket" verwijst naar een kreupelbosje of groepje struikgewas.

## Geschiedenis
In 1935 telde The Thicket zeven huizen en een totale bevolkingsomvang van 50 personen.
In 1986 kregen de inwoners van het gemeentevrije gehucht voor het eerst een beperkte vorm van lokaal bestuur, doordat de plaats een local service district werd. Dit local service district werd eind 1993 opgeheven, doordat The Thicket geannexeerd werd door de gemeente Harbour Grace. Sinds 1 januari 1994 is The Thicket officieel erkend als een buurt (neighbourhood) in die gemeente.

## Geografie
Het gehucht bevindt zich op het schiereiland Bay de Verde, dat een noordelijk subschiereiland van Avalon is. Het is een van de weinige plaatsen in het binnenland van dat schiereiland, gelegen op ruim 2 km van de oevers van de Conception Bay.
The Thicket ligt centraal tussen de dorpen Upper Island Cove, Tilton en Harbour Grace. Het is grotendeels een lintdorp langs de Thicket Road. Dat is een oude verbindingsweg die vanuit Upper Island Cove westwaarts loopt naar provinciale route 70.
Het bevindt zich in een licht heuvelachtig gebied dat gekenmerkt wordt door kreupelbosjes en struikgewas, zoals de plaatsnaam aangeeft.